# Tadżykistan na Mistrzostwach Świata w Lekkoatletyce 2013
Tadżykistan na Mistrzostwach Świata w Lekkoatletyce 2013 – reprezentacja Tadżykistanu podczas mistrzostw świata w Moskwie liczyła 2 zawodników, z których żaden nie zdobył medalu.

## Występy reprezentantów Tadżykistanu

### Mężczyźni
| Konkurencja | Zawodnik        | Eliminacje | Eliminacje | Finał    | Finał   |
| Konkurencja | Zawodnik        | Rezultat   | Pozycja    | Rezultat | Pozycja |
| ----------- | --------------- | ---------- | ---------- | -------- | ------- |
| Rzut młotem | Dilszod Nazarow | 77,93      | 4. Q       | 78,31    | 5.      |

### Kobiety
| Konkurencja   | Zawodniczka            | Eliminacje | Eliminacje | Półfinał | Półfinał | Finał    | Finał   |
| Konkurencja   | Zawodniczka            | Rezultat   | Pozycja    | Rezultat | Pozycja  | Rezultat | Pozycja |
| ------------- | ---------------------- | ---------- | ---------- | -------- | -------- | -------- | ------- |
| Bieg na 100 m | Władisława Owczarienko | 12,37      | 38.        | NQ       | NQ       | NQ       | NQ      |